# Gregory Island (Antarktika)
Gregory Island ist eine kleine Insel im Rossmeer. Sie liegt nur wenige hundert Meter vor der Abbruchkante des Evans-Piedmont-Gletschers an der Scott-Küste des ostantarktischen Viktorialands zwischen Kap Archer im Norden und Kap Ross im Süden. 

## Geographie
Die eisfreie Insel ist etwa 1,2 Kilometer lang, 800 Meter breit und bis zu 100 Meter hoch. Ihre Fläche beträgt 70 Hektar.

## Fauna
Auf Gregory Island gibt es eine Brutkolonie der Antarktikskua (Catharacta maccormicki). 1983 wurden 119 Paare gezählt. Neuere Informationen gab es bis 2015 nicht. BirdLife International weist die gesamte Insel als Important Bird Area (AQ180) aus.

## Geschichte
Teilnehmer der Discovery-Expedition (1901–1904) unter der Leitung des britischen Polarforschers Robert Falcon Scott entdeckten sie. Scott benannte sie nach dem schottischen Geologen John Walter Gregory zunächst als Gregory Point, da er sie für eine Landspitze hielt. Erst bei Scotts Terra-Nova-Expedition (1911–1913) wurde der Irrtum erkannt und der Name dementsprechend angepasst.